# Скорбященская часовня (Ментона)
Часо́вня ико́ны Пресвято́й Богоро́дицы «Все́х скорбя́щих Ра́дость» (фр. Chapelle Orthodoxe Russe Notre-Dame-des-Affligés) — православная часовня в городе Ментоне (Франция). Расположена на территории русского кладбища «Старый замок» на самой высокой точке над городом и Средиземным морем.
Приписана к храму Пресвятой Богородицы и Николая Чудотворца в Ментоне, находящейся в юрисдикции Русской зарубежной церкви.

## История
В 1880 году было основано Русское Ментонское благотворительное общество (фр. Société russe de bienfaisance à Menton), находившееся под покровительством великой герцогини Анастасии Михайловны. Целью создания Общества была организация взаимопомощи русских подданных, проживавших в Ментоне, Бордигере и Сан-Ремо, а также попечение о больных и скончавшихся.
В 1886 году на деньги графа Николая Протасова-Бахметева и русских эмигрантов здесь была сооружена Скорбященская часовня в память сестры милосердия Александры Тепляковой, отличившейся в русско-турецкой войне 1877—1878 годов. Автором проекта часовни был Николай Юрасов, строителем — архитектор Дофрэ. Алтарный образ в часовне написал художник Иван Крамской.
По архитектуре часовня отличается от традиционного стиля русских церквей XVII—XVIII веков и имеет прямоугольную форму. Вход в храм напоминает фасадную часть собора Николая Чудотворца в Ницце.
В 1892 году в Ментоне был основан туберкулёзный санаторий, получивший название «Русский дом» (фр. Maison Russe). Люди приезжали лечиться от чахотки, многие умирали здесь. Их хоронили на старинном Ментонском кладбище старого замка (итал. Cimitero du del Vecchio Castello).
В 1950-е годы несколько икон исполнил Валентин Цевчинский.
Внутри часовни находится склеп, куда переносили кости из снесённых русских могил. Киот военно-морских офицеров, хранившийся в часовне, был перенесён в церковь Пресвятой Богородицы и Николая Чудотворца в Ментоне.
Часовня долгое время находилась в заброшенном состоянии и планировалась муниципалитетом Ментоны к сносу. В 2010 год начались реставрационные работы: купол был позолочен, а покрытие крыши заменено на керамическую черепицу. Скорее всего, реставрация проходит по мере поступления средств-пожертвований.
В последнюю субботу каждого месяца духовенством православного храма Ментоны у часовни совершается панихида.